# Bristol 412
Bristol 412 är en personbil, tillverkad av den brittiska biltillverkaren Bristol Cars mellan 1975 och 1982. Den vidareutvecklade Bristol Beaufighter tillverkades sedan vidare till 1992.

## Bristol 412 (1975-82)
Bristol 412 var företagets första öppna bil på många år. Som så många andra sjuttiotalsbilar hade den en kraftig targabåge över sittbrunnen för att skydda passagerarna vid en olycka. Karossen byggdes av italienska Zagato. Mekaniken hämtades från företrädaren 411, men som en följd av oljekrisen 1973 erbjöds kunden även en något mindre Chrysler-motor som alternativ.

## Bristol Beaufighter/Beaufort (1982-92)
1982 ersatte den vidareutvecklade Bristol Beaufighter, uppkallad efter andra världskrigets jaktplan. Karosstillverkningen hade nu flyttats hem till fabriken i Filton, men framför allt hade bilen fått en turbomotor.
Den sista utvecklingen av serien blev Bristol Beaufort, en helt öppen bil utan targabåge. Den var endast avsedd för export till Centraleuropa.

## Motor
| Modell      | Motor             | Cylindervolym | Effekt | Bränslesystem          |
| ----------- | ----------------- | ------------- | ------ | ---------------------- |
| 412         | 8-cyl V-motor ohv | 5898 cm³      | 172 hk | Enkel förgasare        |
| 412         | 8-cyl V-motor ohv | 6555 cm³      | 210 hk | Enkel förgasare        |
| Beaufighter | 8-cyl V-motor ohv | 5898 cm³      |        | Enkel förgasare, turbo |